# Factor XI
El factor XI o antecedent de la tromboplastina plàsmica (ATP) és el zimogen que forma de factor XIa, un dels enzims de la cascada de la coagulació. Igual que molts altres factors de coagulació, és una serina proteasa. En els éssers humans, factor XI és codificat pel gen F11.